# Saison 1966 de la Ligue canadienne de football
Chronologie
Saison précédente Saison suivante
1966 est la neuvième saison de la Ligue canadienne de football et la 83e saison depuis la fondation de la Canadian Rugby Football Union en 1884.

## Événements
Plusieurs changements aux règlements du jeu sont apportés. En particulier, le blocage illimité sur les jeux de course est permis, et la forme des poteaux de buts est modifiée ; ils passent de la forme en « H » à celle comportant un seul pied courbé de façon que sa base soit 3 verges (yards en Europe) derrière la ligne des buts. Les barres verticales et la barre horizontale sont toujours au-dessus de la ligne des buts.
La curatelle de la coupe Grey est cédée à la LCF par la Canadian Rugby Union.

## Classements
| Clt   | Équipe                 | PJ | V  | D | N | BP  | BC  | Pts |
| ----- | ---------------------- | -- | -- | - | - | --- | --- | --- |
| +001, | Rough Riders d'Ottawa  | 14 | 11 | 3 | 0 | 278 | 177 | 22  |
| +002, | Tiger-Cats de Hamilton | 14 | 9  | 5 | 0 | 264 | 160 | 18  |
| +003, | Alouettes de Montréal  | 14 | 7  | 7 | 0 | 156 | 215 | 14  |
| +004, | Argonauts de Toronto   | 14 | 5  | 9 | 0 | 182 | 271 | 10  |

| Clt   | Équipe                           | PJ | V | D  | N | BP  | BC  | Pts |
| ----- | -------------------------------- | -- | - | -- | - | --- | --- | --- |
| +001, | Roughriders de la Saskatchewan   | 16 | 9 | 6  | 1 | 351 | 318 | 19  |
| +002, | Blue Bombers de Winnipeg         | 16 | 8 | 7  | 1 | 264 | 230 | 17  |
| +003, | Eskimos d'Edmonton               | 16 | 6 | 9  | 1 | 251 | 328 | 13  |
| +004, | Stampeders de Calgary            | 16 | 6 | 9  | 1 | 227 | 259 | 13  |
| +005, | Lions de la Colombie-Britannique | 16 | 5 | 11 | 0 | 254 | 269 | 10  |

## Séries éliminatoires

### Demi-finale de la Conférence de l'Ouest
- 6 novembre : Eskimos d'Edmonton 8 - Blue Bombers de Winnipeg 16

### Finale de la Conférence de l'Ouest
- 13 novembre : Blue Bombers de Winnipeg 7 - Roughriders de la Saskatchewan 14
- 16 novembre : Roughriders de la Saskatchewan 21 - Blue Bombers de Winnipeg 19

La Saskatchewan gagne la série au meilleur de trois matchs 2 à 0 et passe au match de la coupe Grey.

### Demi-finale de la Conférence de l'Est
- 6 novembre : Alouettes de Montréal 14 - Tiger-Cats de Hamilton 24

### Finale de la Conférence de l'Est
- 13 novembre : Rough Riders d'Ottawa 30 - Tiger-Cats de Hamilton 1
- 19 novembre : Tiger-Cats de Hamilton 16 - Rough Riders d'Ottawa 42

Ottawa remporte la série 72 à 17 et passe au match de la coupe Grey.

### 54ecoupe Grey
- 26 novembre : Les Roughriders de la Saskatchewan gagnent 29-14 contre les Rough Riders d'Ottawa au stade de l'Empire à Vancouver (Colombie-Britannique).

## Honneurs individuels
- Trophée Schenley du meilleur joueur : Russ Jackson (en) (QA), Rough Riders d'Ottawa
- Trophée Schenley du meilleur joueur de ligne : Wayne Harris (en) (SEC), Stampeders de Calgary
- Trophée Schenley du meilleur Canadien : Russ Jackson (en) (QA), Rough Riders d'Ottawa
- Trophée Jeff-Russel (courage, habileté, jeu propre et esprit sportif dans la Conférence de l'Est) : Gene Gaines (DD), Rough Riders d'Ottawa